# Ozarba badia
Ozarba badia is een vlinder van de familie van de uilen (Noctuidae). De wetenschappelijke naam van deze soort is voor het eerst voorgesteld als Acontia badia door Charles Swinhoe in een publicatie uit 1886.
De soort komt voor in Soedan.